# Caballerocotyla manteri
Caballerocotyla manteri är en plattmaskart. Caballerocotyla manteri ingår i släktet Caballerocotyla och familjen Capsalidae.

## Underarter
Arten delas in i följande underarter:
- C. m. manteri
- C. m. affinis